# Five Nations 1959
Die Ausgabe 1959 des jährlich ausgetragenen Rugby-Union-Turniers Five Nations (seit 2000 Six Nations) fand zwischen dem 10. Januar und dem 18. April statt. Turniersieger wurde Frankreich, das nach zwei geteilten Siegen 1954 und 1955 erstmals einen ungeteilten Sieg feiern konnte.

## Teilnehmer

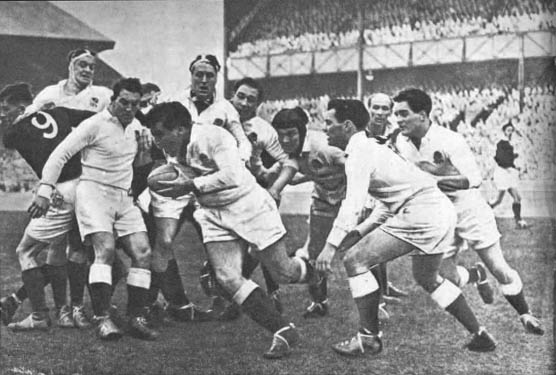
Spielszene aus der Begegnung zwischen England gegen Schottland am 21. März 1959

| Land       | Stadion                        | Stadt     | Kapitän                        |
| ---------- | ------------------------------ | --------- | ------------------------------ |
| England    | Twickenham Stadium             | London    | Jeff Butterfield               |
| Frankreich | Stade Olympique Yves-du-Manoir | Colombes  | Lucien Mias / Jean Barthe      |
| Irland     | Lansdowne Road                 | Dublin    | Andy Mulligan / Ronnie Dawson  |
| Schottland | Murrayfield Stadium            | Edinburgh | Jim Greenwood / Gordon Waddell |
| Wales      | Cardiff Arms Park              | Cardiff   | Clem Thomas                    |

## Tabelle
|    | Land       | Spiele | Siege | Unent. | Ndlg. | Spiel- punkte | Diff. | Tabellen- punkte |
| -- | ---------- | ------ | ----- | ------ | ----- | ------------- | ----- | ---------------- |
| 1. | Frankreich | 4      | 2     | 1      | 1     | 28:15         | + 13  | 5                |
| 2. | Irland     | 4      | 2     | 0      | 2     | 23:19         | + 4   | 4                |
| 2. | Wales      | 4      | 2     | 0      | 2     | 21:23         | − 2   | 4                |
| 2. | England    | 4      | 1     | 2      | 1     | 9:11          | − 2   | 4                |
| 5. | Schottland | 4      | 1     | 1      | 2     | 12:25         | − 13  | 3                |

## Ergebnisse
| 10. Januar 1959 | Frankreich                             | 9 : 0         | Schottland | Stade Olympique Yves-du-Manoir, Colombes Zuschauer: 26.003 Schiedsrichter: Gwynne Walters (Wales) |
| 10. Januar 1959 | Versuche: Moncla Dropgoals: Lacaze (2) | (6:0) Bericht |            | Stade Olympique Yves-du-Manoir, Colombes Zuschauer: 26.003 Schiedsrichter: Gwynne Walters (Wales) |

| 17. Januar 1959 | Wales                             | 5 : 0         | England | Cardiff Arms Park, Cardiff Schiedsrichter: Ray Williams (Irland) |
| 17. Januar 1959 | Versuche: Bebb Erhöhungen: Davies | (5:0) Bericht |         | Cardiff Arms Park, Cardiff Schiedsrichter: Ray Williams (Irland) |

| 7. Februar 1959 | Schottland                            | 6 : 5         | Wales                              | Murrayfield Stadium, Edinburgh Zuschauer: 70.000 Schiedsrichter: Ray Williams (Irland) |
| 7. Februar 1959 | Versuche: Bruce Straftritte: Scotland | (6:5) Bericht | Versuche: Price Erhöhungen: Davies | Murrayfield Stadium, Edinburgh Zuschauer: 70.000 Schiedsrichter: Ray Williams (Irland) |

| 14. Februar 1959 | Irland | 0 : 3         | England             | Lansdowne Road, Dublin Zuschauer: 50.000 Schiedsrichter: Gwynne Walters (Wales) |
| 14. Februar 1959 |        | (0:3) Bericht | Straftritte: Risman | Lansdowne Road, Dublin Zuschauer: 50.000 Schiedsrichter: Gwynne Walters (Wales) |

| 28. Februar 1959 | England                   | 3 : 3         | Frankreich           | Twickenham Stadium, London Zuschauer: 72.000 Schiedsrichter: Ray Williams (Irland) |
| 28. Februar 1959 | Straftritte: Hetherington | (3:3) Bericht | Straftritte: Labazuy | Twickenham Stadium, London Zuschauer: 72.000 Schiedsrichter: Ray Williams (Irland) |

| 28. Februar 1959 | Schottland            | 3 : 8         | Irland                                                  | Murrayfield Stadium, Edinburgh Schiedsrichter: Leslie Boundy (England) |
| 28. Februar 1959 | Straftritte: Scotland | (0:8) Bericht | Versuche: Dooley Erhöhungen: Hewitt Straftritte: Hewitt | Murrayfield Stadium, Edinburgh Schiedsrichter: Leslie Boundy (England) |

| 14. März 1959 | Wales                                     | 8 : 6         | Irland                                 | Cardiff Arms Park, Cardiff Schiedsrichter: George Burrell (Schottland) |
| 14. März 1959 | Versuche: Ashton Price Erhöhungen: Davies | (0:6) Bericht | Versuche: O’Reilly Straftritte: Hewitt | Cardiff Arms Park, Cardiff Schiedsrichter: George Burrell (Schottland) |

| 21. März 1959 | England             | 3 : 3         | Schottland           | Twickenham Stadium, London Zuschauer: 70.000 Schiedsrichter: Gwynne Walters (Wales) |
| 21. März 1959 | Straftritte: Risman | (3:3) Bericht | Erhöhungen: Scotland | Twickenham Stadium, London Zuschauer: 70.000 Schiedsrichter: Gwynne Walters (Wales) |

| 4. April 1959 | Frankreich                                                    | 11 : 3        | Wales               | Stade Olympique Yves-du-Manoir, Colombes Zuschauer: 45.000 Schiedsrichter: Norman Parkes (England) |
| 4. April 1959 | Versuche: Moncla (2) Erhöhungen: Labazuy Straftritte: Labazuy | (8:3) Bericht | Straftritte: Davies | Stade Olympique Yves-du-Manoir, Colombes Zuschauer: 45.000 Schiedsrichter: Norman Parkes (England) |

| 18. April 1959 | Irland                                                  | 9 : 5         | Frankreich                         | Lansdowne Road, Dublin Zuschauer: 40.000 Schiedsrichter: Gwynne Walters (Wales) |
| 18. April 1959 | Versuche: Brophy Straftritte: Hewitt Dropgoals: English | (6:0) Bericht | Versuche: Dupuy Erhöhungen: Lacaze | Lansdowne Road, Dublin Zuschauer: 40.000 Schiedsrichter: Gwynne Walters (Wales) |